# Jardín Botánico y Arboretum de Oklahoma
El Jardín Botánico y Arboretum de Oklahoma en inglés : Oklahoma Botanical Garden and Arboretum es un jardín botánico y arboretum de 100 acres (40,47 hectáreas) de extensión en la parte oeste del campus de la Universidad del Estado de Oklahoma en Stillwater, Oklahoma. 
El código de identificación del Oklahoma Botanical Garden and Arboretum como miembro del "Botanic Gardens Conservation International" (BGCI), así como las siglas de su herbario es OKLA.

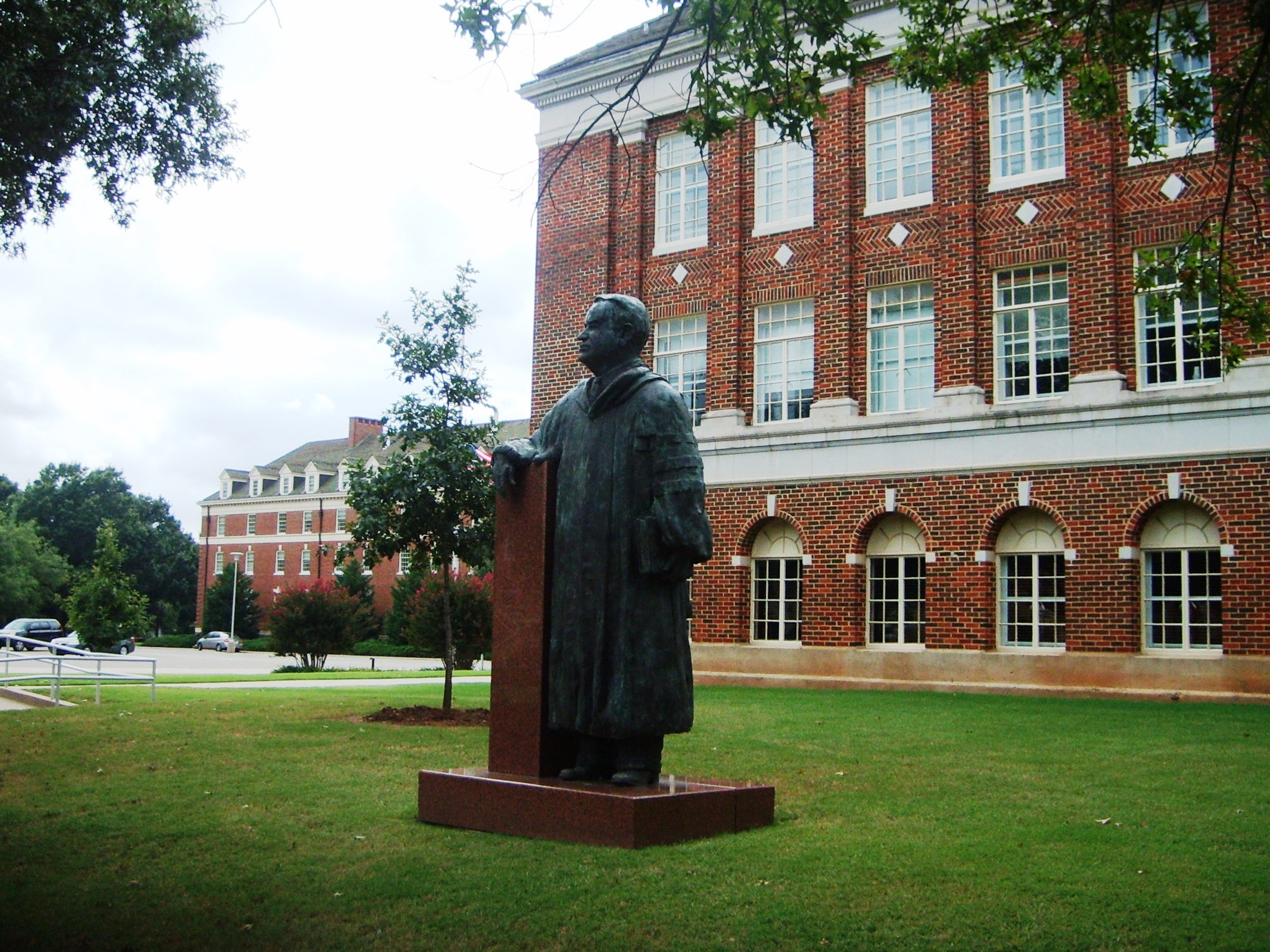
Estatua de Henry Bennett en la OSU.

## Localización
Se encuentra ubicado en la parte occidental del Campus de la Oklahoma State University, Stillwater.  
Oklahoma Botanical Garden and Arboretum Horticulture and Landscape Architecture Dept., Oklahoma State University, 360 Agricultural Hall, Stillwater, Payne county, Oklahoma OK 74078-6027 United States of America-Estados Unidos de América.
Planos y vistas satelitales.36°7′14.52″N 97°6′9.36″O / 36.1207000, -97.1026000
Está abierto en horario laboral y durante los fines de semana.

## Historia
El arboretum fue creado en 1976, siendo sus objetivos iniciales como entidad dedicada a la enseñanza, la investigación y la extensión dentro del departamento de horticultura y arquitectura paisajista de la "Universidad del Estado de Oklahoma". 
El objetivo fundamental era el de enseñar la identificación de las plantas, proporcionar un sitio para albergar a las especies introducidas con USDA, (United States Department of Agriculture), dirigir las investigaciones sobre las plantas y las industrias relacionadas, que incluían a la producción y a los problemas de la implantación de plantas en los entornos urbanos.

## Colecciones
El jardín alberga más de 1000 especies de plantas herbáceas y arboladas repartidas entre un jardín del estudio (3 acres), el jardín de investigación de (37 acres), los viveros de investigación (60.5 acres), y una arboleda centenaria que contiene especies arbóreas nativas e introducidas. 
Los jardines de exhibición incluyen plantas anuales y perennes, siendo de destacar: 
- Jardín acuático
- Rocalla,
- Jardín con un ferrocarril en miniatura.
- Jardín de aspecto silvestre
- Jardín japonés
- Jardín temático que cambia cada año de contenidos